# Remella
Remella is een geslacht van vlinders van de familie dikkopjes (Hesperiidae), uit de onderfamilie Hesperiinae.

## Soorten
- R. duena Evans, 1955
- R. remus (Fabricius, 1798)
- R. rita (Evans, 1955)
- R. vopiscus (Herrich-Schäffer, 1869)